# Marmosa robinsoni
La marmosa de Robinson  (Marmosa robinsoni) es una especie de marsupial didelfimorfo de la familia Didelphidae. Es una especie no amenazada.

## Distribución
Belice, sur de Guatemala, oeste de El Salvador, sur de Costa Rica, Panamá, franja costera de Colombia, costa de Venezuela incluidas las islas próximas, Trinidad y Tobago, Grenada, costa de Ecuador, y noroeste del Perú.

## Subespecies
Se reconocen ocho subespecies de Marmosa robinsoni.
- Marmosa robinsoni robinsoni
- Marmosa robinsoni chapmani
- Marmosa robinsoni fulviventer
- Marmosa robinsoni grenadae
- Marmosa robinsoni isthmica
- Marmosa robinsoni luridavolta
- Marmosa robinsoni ruatanica
- Marmosa robinsoni simonsi